# Ammoniumion
Ammonium-ionen (NH4+) er en fleratomig kation, der har molekylvægten 18,04 g/mol. Ionen dannes når ammoniak reagerer med en syre, f.eks. ved reaktion med vand (der her fungerer som en svag syre) under dannelse af ammoniakvand (salmiakspiritus).
Som den måske vigtigste fleratomige, positivt ladede ion (kation) optræder ammonium i salte på en tilsvarende måde som positive metalioner (for eksempel Na+).
Ammonium er den ene af to kvælstofholdige ioner, der kan optages i planterne som kvælstofgødning. Den anden er nitrationen. Desuden kan planterne optage aminosyrer direkte.

## Ammoniumforbindelser
- Ammoniumklorid
- Ammoniumnitrat